# Ernie Copland
Ernie Copland, właśc. Ernest George Copland (ur. 15 kwietnia 1927 w Montrose, zm. w grudniu 1971 w Adelaide) – szkocki piłkarz występujący na pozycji napastnika.

## Kariera klubowa
Copland rozpoczął swoją karierę piłkarską w amatorskich klubach Hillside United oraz Montrose Roselea. W 1948 roku dołączył do zespołu Arbroath, grającego w Division B i spędził tam dwa sezony. Następnie, aż do zakończenia kariery w 1958 roku, występował w drużynach grających w Division A – Dundee oraz Raith Rovers.

## Kariera reprezentacyjna
W 1954 roku Copland został powołany do reprezentacji Szkocji na mistrzostwa świata. Nie zagrał jednak na nich w żadnym meczu, a Szkocja zakończyła turniej na fazie grupowej.
W drużynie narodowej nie rozegrał żadnego spotkania.